# Andrzej Piskozub
Andrzej Józef Roman Piskozub (ur. 5 lutego 1933 w Wolsztynie, zm. 10 lutego 2021 w Gdańsku) – polski historyk, geograf, specjalista w dziedzinie historii i geografii cywilizacji. Profesor Instytutu Historii Uniwersytetu Gdańskiego, założyciel i kierownik (1992–2002) Katedry Nauki o Cywilizacji na Uniwersytecie Gdańskim.

## Życiorys
Był synem Kazimierza i Zofii. W 1953 roku ukończył Wyższą Szkołę Handlu Morskiego w Sopocie. Od 1956 roku pracował w tej uczelni jako asystent. W 1963 roku obronił pracę doktorską, w 1968 roku został doktorem habilitowanym, w 1975 roku profesorem nadzwyczajnym, zaś w 1984 roku – profesorem zwyczajnym. W 1999 roku został doktorem honoris causa Uniwersytetu Szczecińskiego.
W 1975 roku doprowadził do powstania na Uniwersytecie Gdańskim Zakładu Ekonomiki Transportu. W latach 1981–1984 był dziekanem Wydziału Ekonomiki Transportu tej uczelni. W latach 90. przeniósł się na Wydział Nauk Społecznych Uniwersytetu Gdańskiego, gdzie w 1992 roku utworzył Katedrę Nauki o Cywilizacji.
W zakresie historiozofii jego wkład polega m.in. na stworzeniu koncepcji kwadratu kulturowego, alternatywnego dla quincunxa Feliksa Konecznego.
Kierując Katedrą Nauki o Cywilizacji, napisał dwa podstawowe podręczniki z tej dziedziny: Polska w cywilizacji zachodniej (1995) oraz  Cywilizacje w czasie i przestrzeni (1996); doprowadził do prawydania Tragicznych manowców Władysława Studnickiego (1995) oraz  Religii Cesarstwa Rzymskiego i Chrześcijaństwa antycznego Tadeusza Zielińskiego (1999); przełożył dwa dzieła Arnolda J. Toynbeego: Antyczna grecka myśl historyczna (2000) oraz Hellenizm. Dzieje cywilizacji (2002); współtłumaczył Naród europejski Richarda Coudenhove-Kalergiego (1997) i Władzę totalną Karla A. Wittfogla (2002). Jego książki, wyłonione z rozprawy habilitacyjnej: Gniazdo Orła Białego (1968) i Kształty polskiej przestrzeni (1970) oraz liczne artykuły z lat 70. i 80. zyskały mu opinię znawcy geografii historycznej Polski. Z tego tytułu powołany został w latach 1990–1991 w skład zespołu do opracowania koncepcji zmian w organizacji terytorialnej państwa w Urzędzie Rady Ministrów. Opracował tam autorski projekt podziału Polski na dziewięć regionów pochodnych od istniejących na tym terytorium regionów historycznych (1991). Tematykę tę rozwijał następnie w odniesieniu do regionów historycznych Rzeczypospolitej Obojga Narodów, uzasadniając swą tezę, że na bazie historycznych regionów Europy formować się będzie struktura terytorialna przyszłej Europy Regionów. Po przejściu na uniwersytecką emeryturę opublikował swe wspomnienia pod tytułem Już tylko cywilizacja (2006).
Należał do partii Ruch Obywatelski Akcja Demokratyczna (w 1991 z niej wystąpił, nie chcąc przystąpić z nią do Unii Demokratycznej).
Jego synem jest prof. dr hab. Jacek Piskozub (ur. 1959).

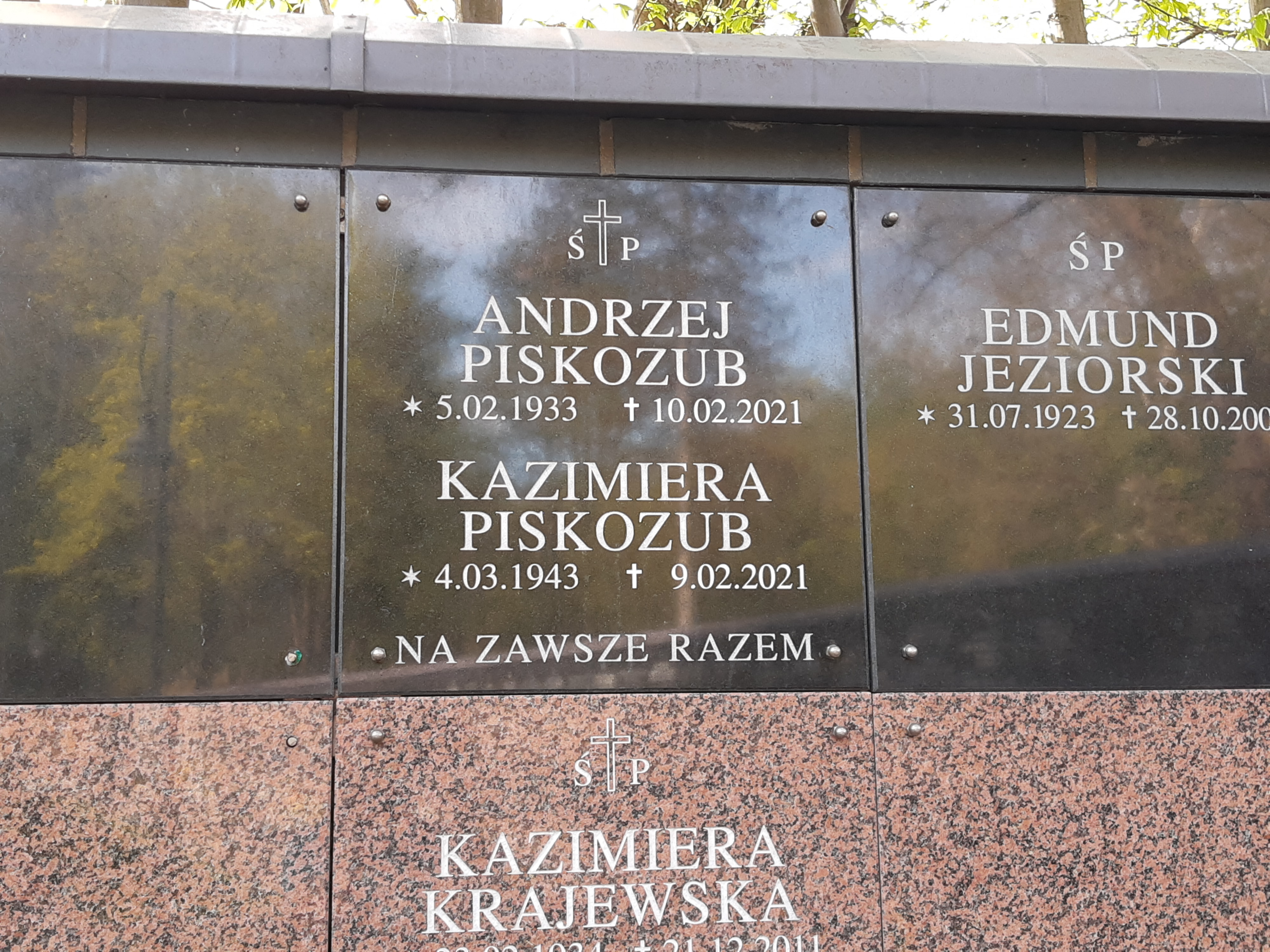
Grób prof. Andrzeja Piskozuba na Cmentarzu Srebrzysko w Gdańsku

## Nagrody i odznaczenia
- Nagroda Ministra Edukacji Narodowej (siedmiokrotnie)
- Srebrny Krzyż Zasługi
- Krzyż Kawalerski Orderu Odrodzenia Polski
- Medal Komisji Edukacji Narodowej
- Tytuł Zasłużonego Nauczyciela PRL (1984)

## Publikacje
- Gniazdo Orła Białego. Warszawa 1968.
- Dziedzictwo polskiej przestrzeni. Geograficzno-historyczne podstawy struktur przestrzennych ziem polskich. Wyd. Ossolineum, Wrocław 1987, s. 337. ISBN 83-04-02476-4.
- Podstawy metodologiczne nowego podziału makroregionalnego i jego rola w kształtowaniu środowiska kulturowego Polski Ludowej. [w:] Biuletyn KPZK PAN nr 142, 1989, Warszawa.
- Elementy nauki o cywilizacji. Wyd. UG, Gdańsk 1992, s. 176. ISBN 83-7017-378-0.
- Między historiozofią a geozofią. Szkice z filozofii czasoprzestrzeni ludzkiej. Wyd. UG, Gdańsk, s. 248. ISBN 83-7017-519-8.
- Polska w cywilizacji zachodniej. Elementy nauki o cywilizacji II. Wyd. UG, Gdańsk 1995, s. 207. ISBN 83-7017-585-6.
- Czasoprzestrzeń cywilizacyjna. Wyd. Adam Marszałek, Toruń 2003, s. 160. Seria: Dzieła Zebrane. Tom III. ISBN 83-7322-742-3.
- Sarmackie dziedzictwo. Traktat o czterech rodzimych ojczyznach. Wyd. ElSet, Olsztyn 2016. ISBN 978-83-64736-46-9.